# Pháo không giật B-10
Pháo không giật B-10 (Tiếng Nga: Bezotkatnoye orudie-10) hay còn được biết đến với tên gọi RG82 ở Đông Đức, là loại pháo không giật nòng trơn cỡ 82 mm do Liên Xô thiết kế và sản xuất, được đưa vào sử dụng từ năm 1954 đến nay. Loại súng không giật này được thiết kế nhằm thay thể cho khẩu SPG-82 sử dụng từ Thế chiến thứ hai. Đến đầu những năm 1960, B-10 được bổ sung và thay thế bằng súng chống tăng không giật SPG-9 cỡ nòng 73 mm. Loại pháo này có thể mang trên xe bọc thép BTR-50 và thích hợp trang bị cho các đơn vị dù. Mặc dù khá lỗi thời, nó vẫn được các quốc gia trên khắp thế giới sử dụng xuyên suốt Chiến tranh Lạnh. Giống như các loại súng không giật khác, ở Việt Nam, B-10 được gọi chung là súng DKZ hoặc SKZ, tên định danh của nó trong Quân đội Nhân dân Việt Nam là DKZ82-B10 (súng DKZ cỡ nòng 82 mm tên B-10). 

## Đặc điểm và sử dụng
B-10 được thiết kế bởi phòng thiết kế khí cụ quân sự KBM ở Kolomna - phòng thiết kế vũ khí chống tăng tiếng ở Liên Xô cũ, sau này các vũ khí chống tăng hiện đại của Liên Xô cũng được thiết kế tại đây như tên lửa 3M6 Shmel, 9M14 Malyutka, pháo không giật B-11 cùng các loại súng cối và súng DKZ khác. Nó được thiết kế với hình dáng nhỏ nhẹ hơn so với SPG-82 nhằm dễ mang theo, vận chuyển. B-10 có 1 giá 3 chân cùng 2 bánh xe có thể gập lại dễ dàng để kéo đi. Đạn được nạp từ phía sau lên súng, khi bắn, B-10 không phun lửa mà chỉ tỏa ra khói, hệ thống chống giật nằm ở nòng súng chính là bộ phận giúp chống giật cho súng. B-10 được trang bị 1 ống ngắm quang học PBO-2

### Lịch sử hoạt động

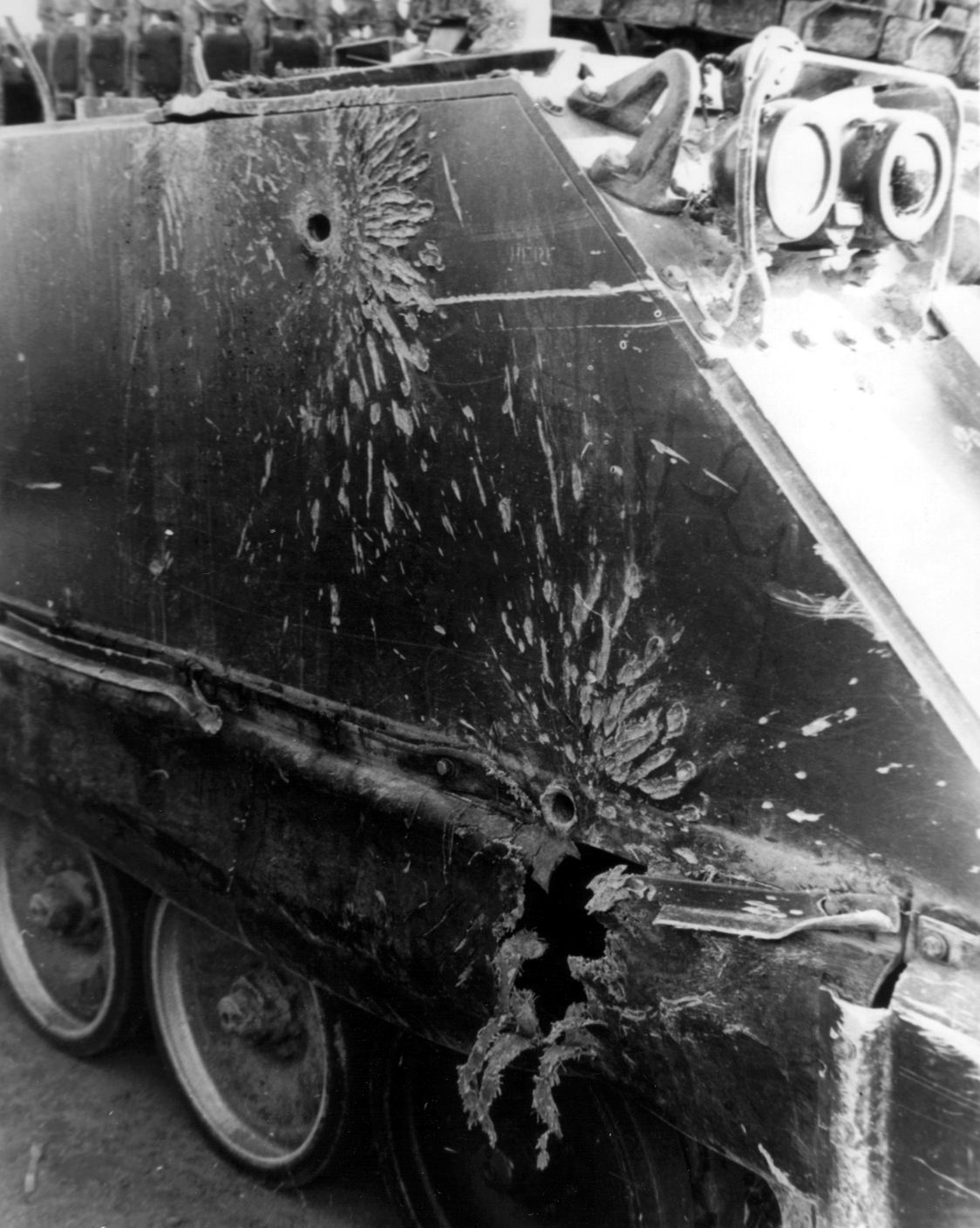
Xe bọc thép M-113 bị pháo DKZ của Quân đội Nhân dân Việt Nam tiêu diệt

Cuộc chiến nổi tiếng nhất mà B-10 được sử dụng là Chiến tranh Việt Nam. Nó đã được Quân Giải phóng miền Nam Việt Nam và Quân đội Nhân dân Việt Nam sử dụng rất hiệu quả trong nhiệm vụ chống tăng-thiết giáp, tiêu diệt bộ binh, phá bãi mìn vật cản, tiêu diệt công sự. Rất nhiều xe tăng M-41, M-48 và xe bọc thép M-113 của Quân đội Mỹ và Quân lực Việt Nam Cộng hòa đã bị tiêu diệt bằng nhiều loại súng DKZ trong đó có B-10.
Ngày nay, do các loại xe tăng ngày càng có vỏ giáp dày hơn, còn được bảo vệ bằng ERA nên B-10 chỉ cón có thể tiêu diệt các loại tăng thiết giáp có vỏ giáp mỏng còn đối với xe tăng được bảo vệ ERA thì nó gần như vô dụng.

## Hiện đại hóa
Cục Kỹ thuật Binh chủng Pháo binh, Quân đội Nhân dân Việt Nam đã chủ trì thực hiện đề tài "Cải tiến giá chuẩn bị phần tử bắn đêm của các loại súng ĐKZ" nhằm phục vụ pháo thủ chuẩn bị các phần tử bắn đêm một cách chính xác, nhanh chóng, bảo đảm yếu tố bí mật, bất ngờ và tiếp tục giảm khối lượng mang vác của bộ đội trong quá trình huấn luyện. Qua một thời gian nghiên cứu, các tác giả đã chế tạo thành công giá chuẩn bị phần tử bắn ban đêm với nhiều ưu điểm nổi trội so với sản phẩm cũ. Giá gồm 4 bộ phận chính: Bộ phận tầm; bộ phận hướng; chân giá và bộ phận lắp kính ngắm với kết cấu gọn nhẹ, có thể thu gọn khi mang vác. Giá chuẩn bị phần tử bắn đêm có độ chính xác và độ bền cao, sử dụng rất thuận tiện trong huấn luyện và chiến đấu. Giá có thể sử dụng được cho các loại súng ĐKZ khác nhau như: ĐKZ82-B10, ĐKZ82-K65, ĐKZ75-K56 và có thể sử dụng rộng rãi trong toàn quân.

## Đặc điểm kỹ thuật
ĐKZ 82mm B10
- Nước sản xuất: Liên Xô
- Khối lượng chiến đấu (kg): 86
- Tầm bắn thẳng (m): 390
- Sơ tốc đạn (m/s):
  - Đạn lõm : 322 m/s
  - Đạn nổ  :320 m/s
- Khả năng xuyên thép (mm): 150
- Tốc độ bắn (phát/ph): 6
- Khối lượng đầu đạn lõm (kg): 3,89

DKZ 82mm K65 (Type 65):
- Nước sản xuất: Trung Quốc
- Khối lượng chiến đấu (kg): 35
- Tầm bắn thẳng (m): 300
- Sơ tốc đạn (m/s): 310
- Khả năng xuyên thép (mm): 180
- Tốc độ bắn (phát/ph): 6
- Khối lượng đầu đạn lõm (kg): 3,46[cần dẫn nguồn]

## Các loại đạn
- BK-881 - HEAT-FS 3,87 kg. 0,46 kg thuốc nổ RDX. GK-2 PIBD fuze.
- BK-881M - HEAT-FS 4,11 kg. 0,54 kg thuốc nổ RDX. GK-2M PDIBD fuze. 240 mm RHA. Sơ tốc 322 m/s.
- O-881A - HE-FRAG 3,90 kg. 0,46 kg thuốc nổ TNT/dinitronaphthalene. GK-2 fuze. Sơ tốc 320 m/s.
- Type 65 (Trung Quốc) - HEAT 3,5 kg. 356 mm RHA. Sơ tốc 240 m/s.
- Type 65-1 (Trung Quốc) - HE-FRAG 4,6 kg. Sơ tốc 175 m/s.

## Biến thể
- K65 (Type 65): Chỉ nặng 28,2 kg và chỉ có 1 chân bệ và bánh xe.
- K65-1(Type 65-1)
- RG-82 Phiên bản B-10 của Đông Đức

## Users
- Afghanistan[10]
  -  Taliban
- Algérie: 120 tính đến  năm 2016[11]
- Angola[12][13]
- Bulgaria[12]
- Cambodia[12][14]
- Tchad[12]
- Trung Quốc[7][15]
- Ai Cập[12]
- Ethiopia[16]
- Guinea[12][17]
- Guinea-Bissau[12][18]
- Iran[19]
- Iraq[20]
- Libya[21]
- Mozambique[12][22]
- Myanmar: Copy producing as MA-14.[23][24]
- Namibia[25]
- Nicaragua[26]
- CHDCND Triều Tiên:[12] 1,700 tính đến  năm 2016[27]
- Pakistan
- Tổ chức Giải phóng Palestine[28]
- Ba Lan[12]
- SADR[29]
- Somalia[30]
- Sudan
- Syria[12]

- Togo: Type 65[12][31]
- Việt Nam:[12] B-10[32] và Type 65[33]
- Yemen[cần dẫn nguồn]

## Thư viện ảnh

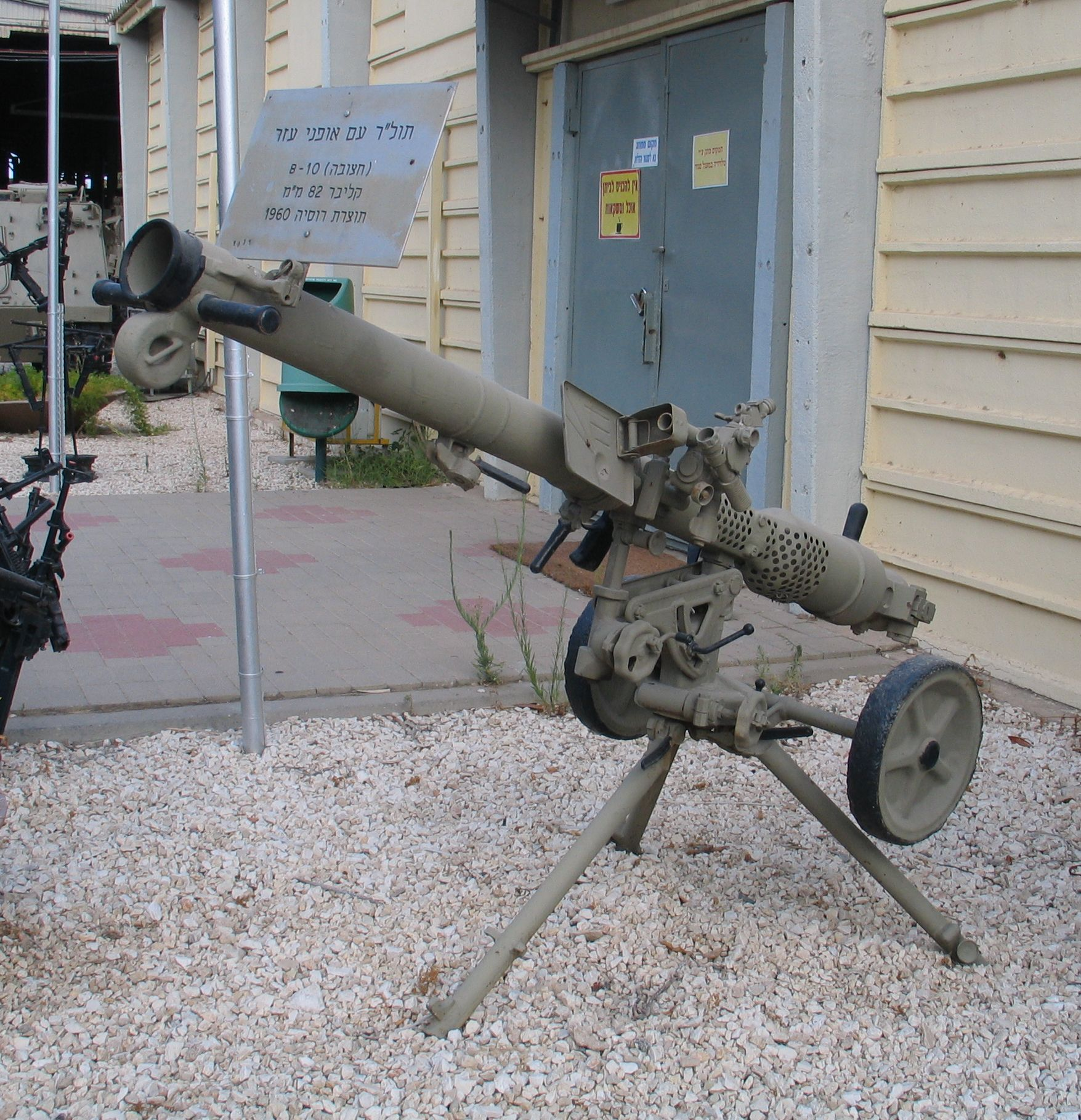
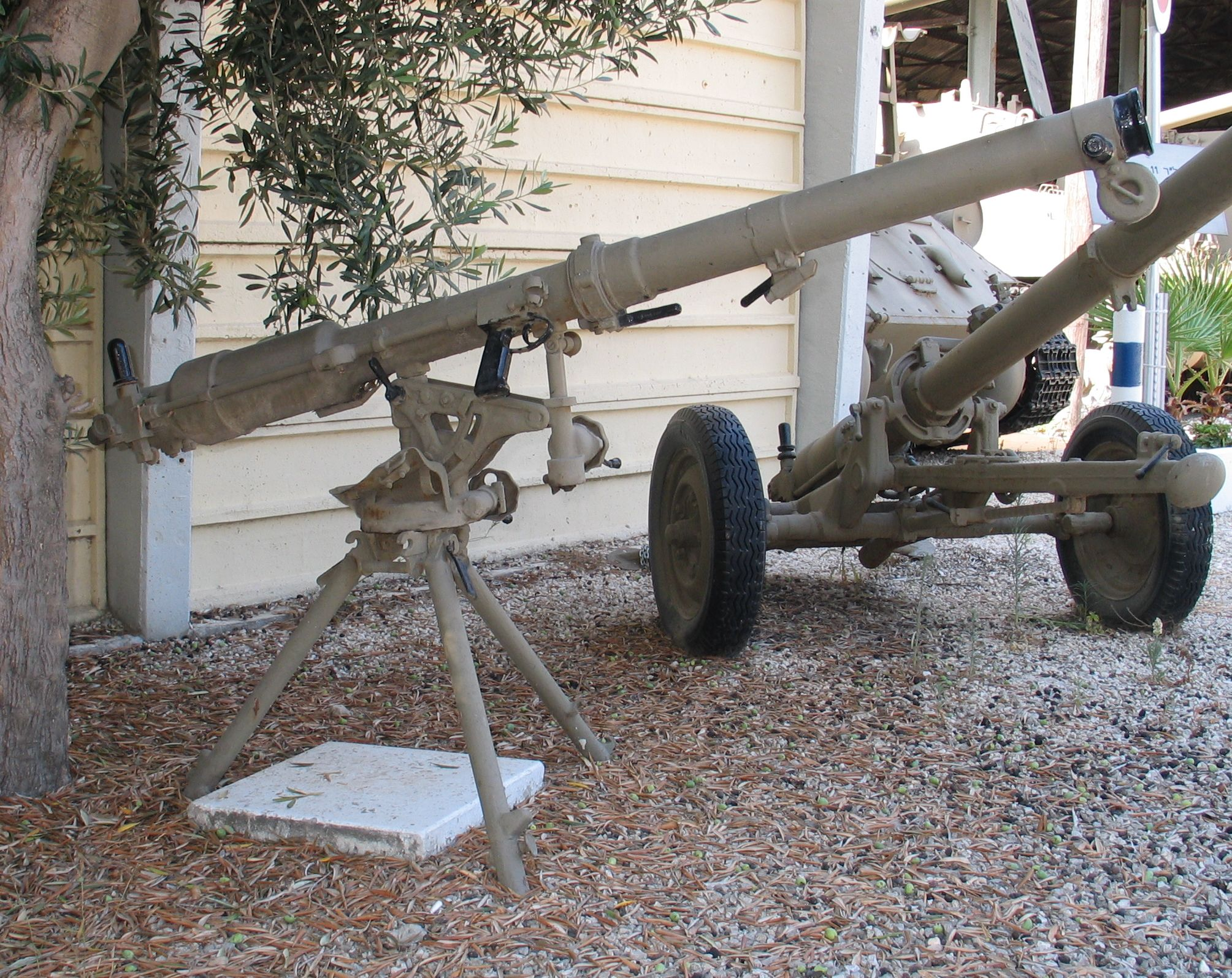
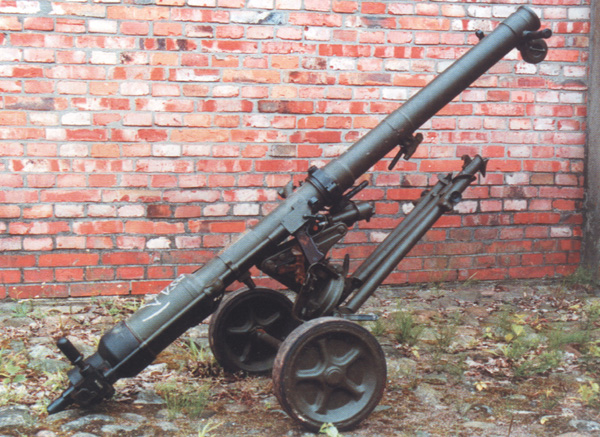